# Helene Tschitschko
Helene Tschitschko (1908–1992) foi uma política social-democrata austríaca que foi membro do Parlamento por dez anos, entre 1964 e 1974.

## Biografia
Tschitschko nasceu em Timenitz, Caríntia, a 10 de Janeiro de 1908. Foi educada no centro de treino para adultos e trabalhou numa fábrica. Em 1953, tornou-se membro do conselho municipal de Klagenfurt. Em 1960, começou a trabalhar como membro do conselho da cooperativa de consumidores de Klagenfurt. Também serviu como Presidente das Mulheres Socialistas da Caríntia.
Helene foi eleita para o Parlamento pelo Partido Social-Democrata a 30 de Abril de 1964. Em 1965, Tschitschko também serviu como presidente do Conselho Federal. Permaneceu no Parlamento Austríaco ao longo de uma década, até 30 de Junho de 1974.
Faleceu em Klagenfurt, no dia 1 de Agosto de 1992.